# پنجاه و یکمین دوره جوایز بفتا
پنجاه و یکمین دورهٔ جوایز بفتا توسط آکادمی هنرهای سینمایی و تلویزیونی بریتانیا در ۱۹۹۸ میلادی با معرفی بهترین فیلم‌های سال ۱۹۹۷ میلادی، برگزار شد.
در این دوره از مسابقات فیلم آخر همه‌چیز (فیلم) برندهٔ بهترین فیلم سال شد.
فیلم تایتانیک در حالی که در همان سال بیشترین جوایز را در مراسم اسکار برده بود در پنجاه و یکمین دوره جوایز بفتا نتوانست در هیچ رشته برنده شود.

## نامزدی‌ها و جوایز
| بهترین فیلم | بهترین کارگردانی |
| --- | --- |

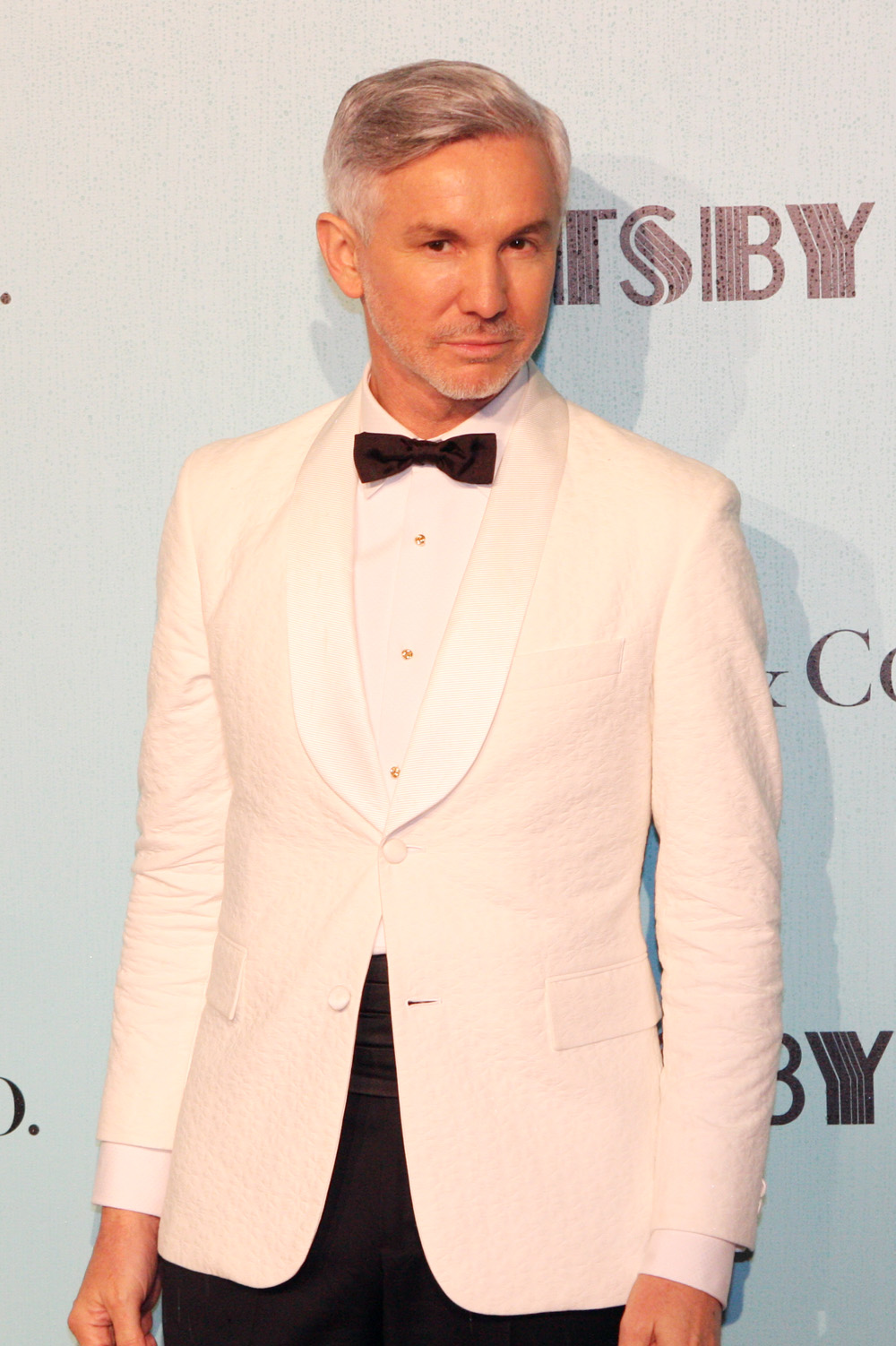
باز لورمن، برنده بهترین کارگردانی

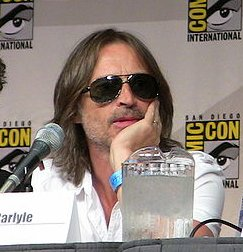
رابرت کارلایل، برنده بهترین بازیگر نقش اول مرد

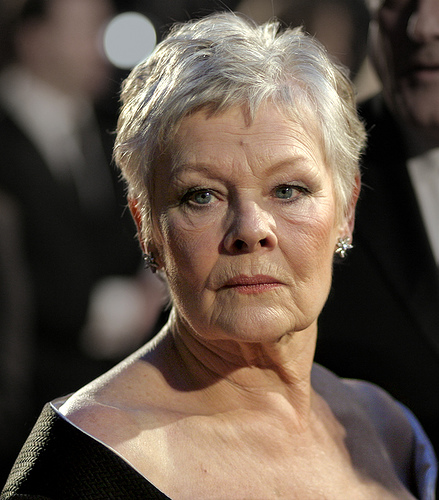
جودی دنچ، برنده بهترین بازیگر نقش اول زن

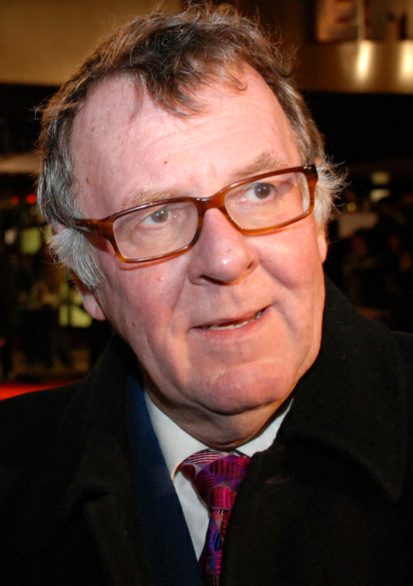
تام ویلکینسون، برنده بهترین بازیگر نقش مکمل مرد

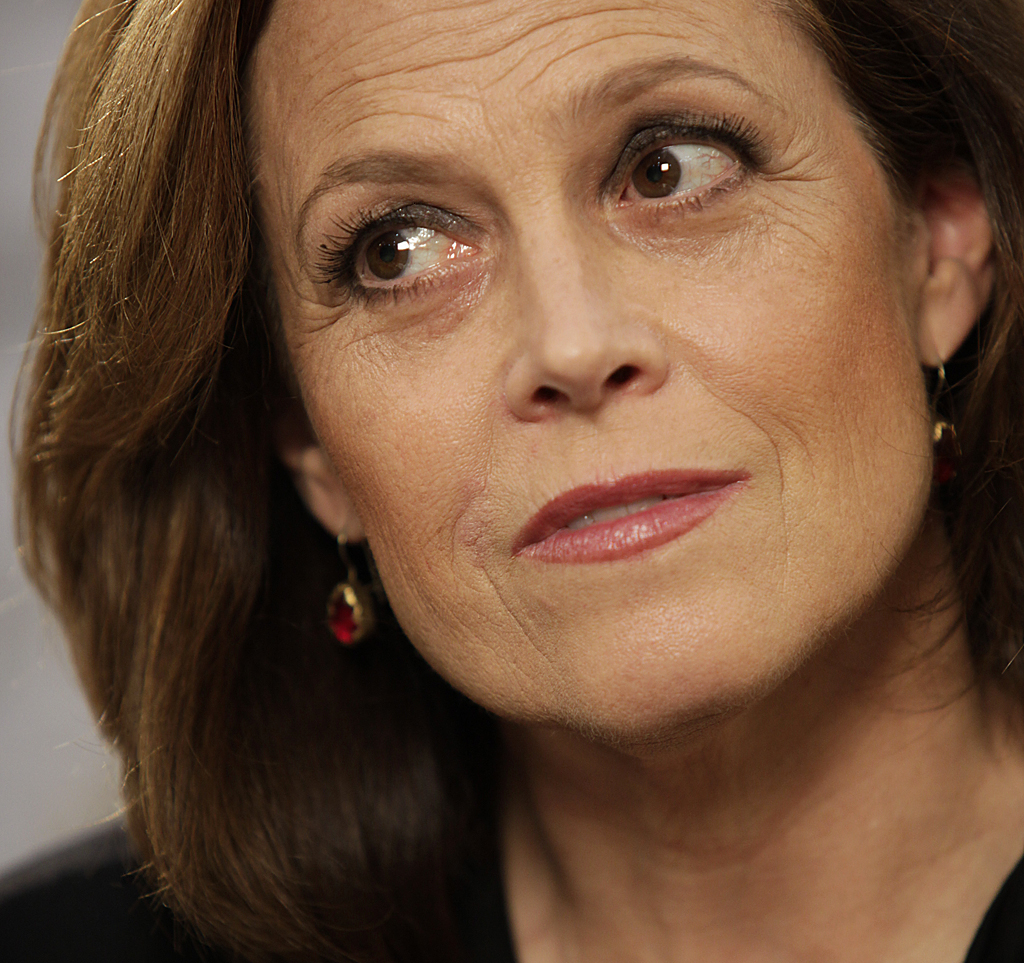
سیگورنی ویور، برنده بهترین بازیگر نقش مکمل زن

| آخر همه‌چیز (فیلم) - محرمانه لس‌آنجلس - خانم براون - تایتانیک | باز لورمن برای کارگردانی فیلم رومئو + ژولیت - جیمز کامرون برای کارگردانی فیلم تایتانیک - پیتر کاتانیو برای کارگردانی فیلم آخر همه‌چیز (فیلم) - کرتیس هنسن برای کارگردانی فیلم محرمانه لس‌آنجلس |
| بهترین بازیگر نقش اول مرد | بهترین بازیگر نقش اول زن |
| رابرت کارلایل برای فیلم آخر همه‌چیز (فیلم) - بیلی کانلی برای فیلم خانم براون - کوین اسپیسی برای فیلم محرمانه لس‌آنجلس - ری وینستون برای فیلم Nil by Mouth          | جودی دنچ برای فیلم خانم براون - کیم بسینگر برای فیلم محرمانه لس‌آنجلس - هلنا بونهام کارتر برای فیلم بال‌های کبوتر - کیتی برک برای فیلم Nil by Mouth                                            |
| بهترین بازیگر نقش مکمل مرد | بهترین بازیگر نقش مکمل زن |
| تام ویلکینسون برای فیلم آخر همه‌چیز (فیلم) - مارک ادی برای فیلم آخر همه‌چیز (فیلم) - روپرت اورت برای فیلم عروسی بهترین دوست من - برت رینولدز برای فیلم شب‌های عیاشی | سیگورنی ویور برای فیلم طوفان یخ - جنیفر ایلی برای فیلم وایلد - لسلی شارپ برای فیلم آخر همه‌چیز (فیلم) - زئو وانامیکر برای فیلم وایلد                                                          |
| فیلم‌نامه اوریجینال | فیلم‌نامه اقتباسی |
| Nil by Mouth - گری الدمن - شب‌های عیاشی - پل توماس اندرسن - آخر همه‌چیز (فیلم) - سایمن بوفوی - خانم براون - Jeremy Brock                                           | رومئو + ژولیت - باز لورمن and کریگ پیرس - طوفان یخ - جیمز شیمس - محرمانه لس‌آنجلس - کرتیس هنسن و برایان هالگلند - بال‌های کبوتر - حسین امینی                                                   |
| بهترین فیلمبرداری | طراحی لباس |
| بال‌های کبوتر - محرمانه لس‌آنجلس - رومئو + ژولیت - تایتانیک | خانم براون - محرمانه لس‌آنجلس - تایتانیک - بال‌های کبوتر |
| بهترین تدوین فیلم | بهترین گریم و آرایش مو |
| محرمانه لس‌آنجلس - آخر همه‌چیز (فیلم) - رومئو + ژولیت - تایتانیک                                                                                                   | بال‌های کبوتر - محرمانه لس‌آنجلس - خانم براون - تایتانیک |
| بهترین طراحی تولید | بهترین صدا |
| رومئو + ژولیت - محرمانه لس‌آنجلس - خانم براون - تایتانیک | محرمانه لس‌آنجلس - آخر همه‌چیز (فیلم) - رومئو + ژولیت - تایتانیک |
| بهترین جلوه‌های ویژه تصویری | بهترین موسیقی |
| عنصر پنجم - The Borrowers - مردان سیاه‌پوش - تایتانیک | "رومئو + ژولیت" - Nellee Hooper - "آخر همه‌چیز (فیلم)" - آن دادلی - "محرمانه لس‌آنجلس" - جری گلدسمیت - "تایتانیک" - جیمز هورنر                                                                 |

## بیشترین جوایز
- ۴ / ۷ رومئو + ژولیت
- 3 / 11 آخر همه‌چیز (فیلم)
- ۲ / ۹ خانم براون
- ۲ / ۱۲ محرمانه لس‌آنجلس